# Stenalcidia illineata
Stenalcidia illineata är en fjärilsart som beskrevs av Paul Dognin 1906. Stenalcidia illineata ingår i släktet Stenalcidia och familjen mätare. Inga underarter finns listade i Catalogue of Life.